# Žibritov
Žibritov (hongrois : Zsibritó) est un village de Slovaquie situé dans la région de Banská Bystrica.

## Histoire
La première mention écrite du village date de 1266.

## Démographie

### Évolution de la population
| Année:               | 1994. | 2004.    | 2014.    | 2024.   |
| -------------------- | ----- | -------- | -------- | ------- |
| Nombre de personnes: | 97    | 81       | 67       | 62      |
| Différence:          |       | -16,49 % | -17,28 % | -7,46 % |

| Année:               | 2023. | 2024.   |
| -------------------- | ----- | ------- |
| Nombre de personnes: | 65    | 62      |
| Différence:          |       | -4,61 % |